# Historias de corrupción
Historias de corrupción (título original: Pointman) es una serie estadounidense de acción creada por Maurice Hurley y cuyo protagonista es Jack Scalia, que fue producida entre 1994 y 1995.

## Argumento
El árbitro de finanzas, Connie Harper es un hombre joven amante de las mujeres que tiene mucho éxito en su trabajo y en Wall Street. De esa manera se ha vuelto rico. Un día él es incriminado por un delito que no ha cometido y  además engañado al respecto. Es condenado a 15 años de cárcel. Como además agredió al fiscal del caso por haberle engañado también, él tiene que cumplir esa condena en alta seguridad.  
Durante su estancia él se convierte en miembro de un grupo que se ayuda mutuamente para sobrevivir. En ella aprende a ser un guardaespaldas cuando el grupo descubre que tiene habilidad al respecto y tiene como tal la misión de proteger a sus miembros, si están en peligro. Mientrastanto él consigue desmostrar su inocencia y salir de la cárcel dos años y medio después. 
Ahora, después de haber recuperado su riqueza y comprado un restaurante en las playas de Florida para recuperarse de lo ocurrido, él ahora cumple su función como guardaespaldas para ese grupo fuera de la cárcel además de utilizar sus recursos para vengarse de las personas que lo encarcelaron. 

## Reparto
- Jack Scalia - Connie Harper

## Producción
La serie fue filmada en Los Ángeles y en Jacksonville, Florida.

## Recepción
La serie no tuvo éxito, por lo que fue cancelada más tarde.